# John Nash (architecte)
Pour les articles homonymes, voir John Nash.
John Nash, né le 18 janvier 1752 à Lambeth (Grand Londres) et mort le 13 mai 1835 à Cowes (île de Wight), est un architecte britannique. 

## Biographie

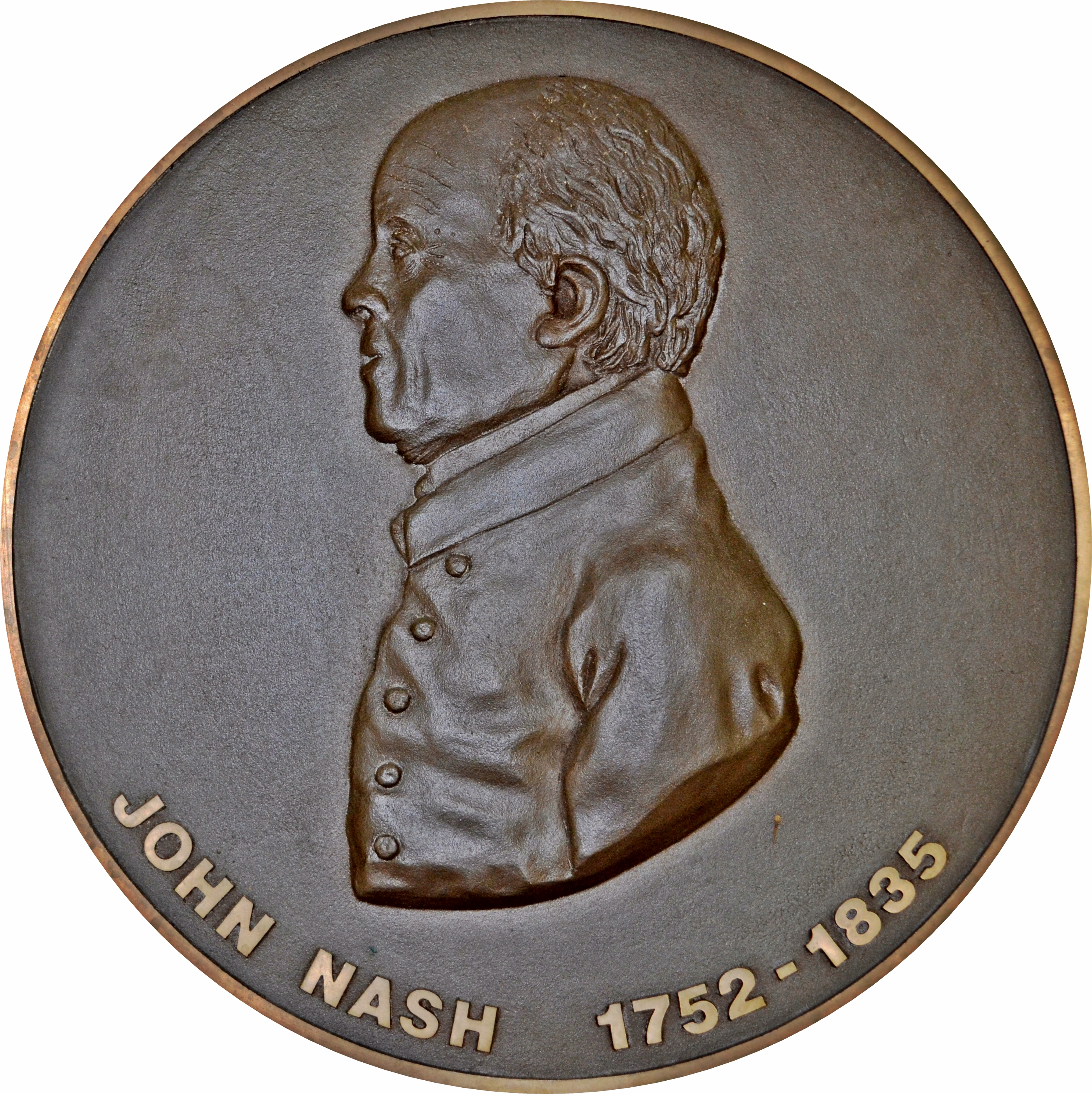
John Nash.

Probablement né à Londres, John Nash est le fils d’un ingénieur et mécanicien d’origine galloise.
Élève de l'architecte Robert Taylor pendant une dizaine d'années, John Nash connaît, sur le plan professionnel, des débuts difficiles. Sa première commande publique - une prison - n’intervient qu’en 1789. Sa carrière ne prend d’ailleurs véritablement son essor qu’à partir de 1793. C’est également à cette époque qu’il quitte Carmarthen, pays de Galles, pour venir s’installer à Londres. 
Devenu l'urbaniste et l'architecte attitré du roi George IV, il modifie considérablement la physionomie du centre de Londres au cours du premier tiers du XIXe siècle. 
Sa carrière prend fin avec la mort du souverain, survenue en 1830.
Décédé en 1835, John Nash est enterré sur l'île de Wight.

## Réalisations principales
Le grand œuvre de John Nash est l’aménagement du centre de Londres. Avec l’appui du prince-régent, il dessine les jardins de Regent's Park, ouvre l’artère Regent Street et diverses rues environnantes, bâtit un grand nombre de terraces et autres crescents. Ce faisant, il modifie profondément le cœur de la capitale britannique.
Son œuvre oscille entre néoclassicisme et éclectisme « pittoresque ».

### À Londres
- Regent Street (1812)

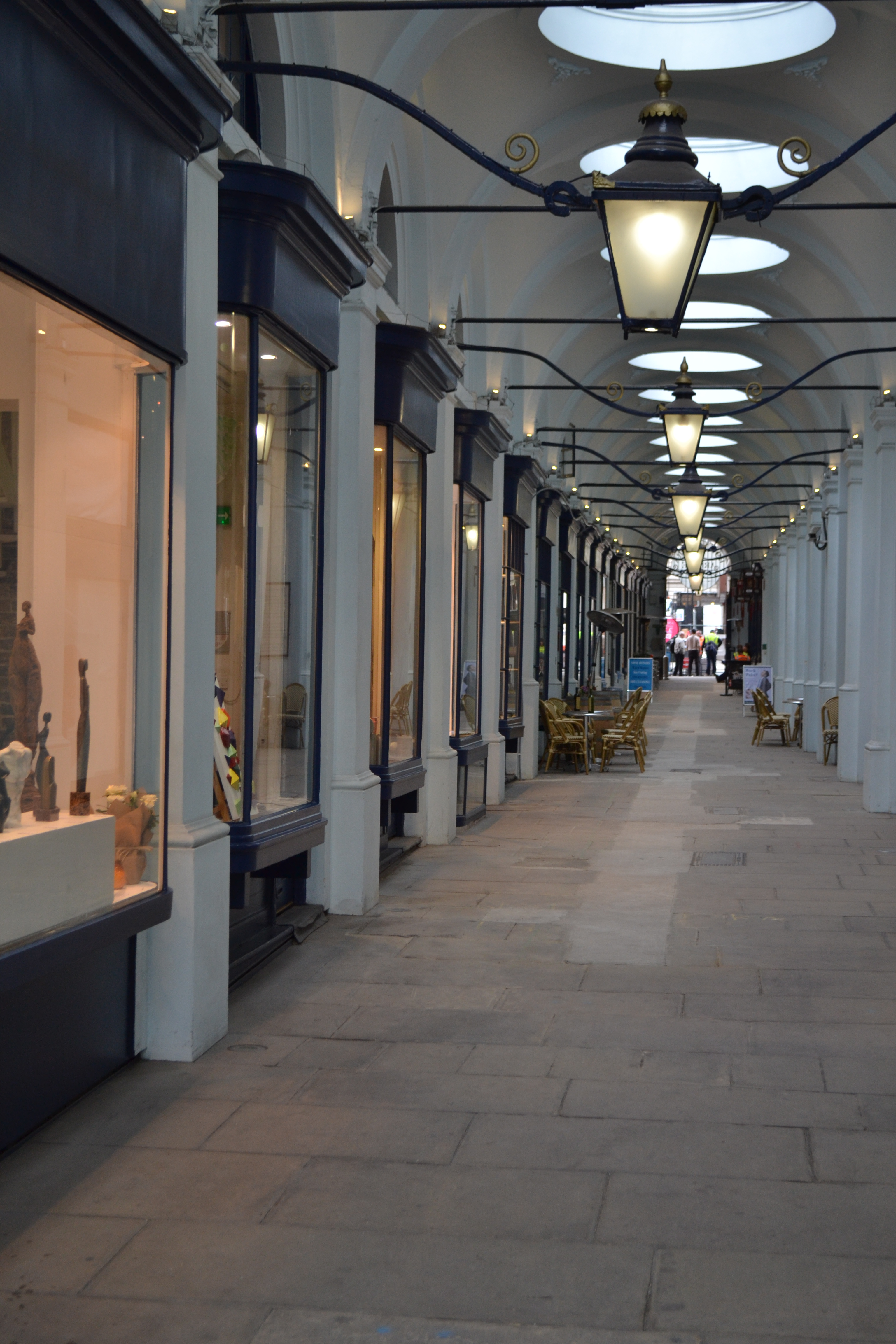
Royal Opera Arcade, près de Waterloo Place.

- Regent's Park, incluant Hanover Lodge
- Park Crescent (1812)
- Royal Opera Arcade (1818)
- Théâtre royal Haymarket (1821)
- Sussex Place (1822)
- Église All Souls (1822-1824)
- Park Square (1823-1824)
- Chester Terrace (1825)
- Clarence House (1825-1827)
- Palais de Buckingham (1825-1830)
- United Service Club, aujourd'hui : Institute of Directors (1826-1828)
- Cumberland Terrace (1827)
- Carlton House Terrace (1827-1833)
- Marble Arch (1828)

### En dehors de Londres

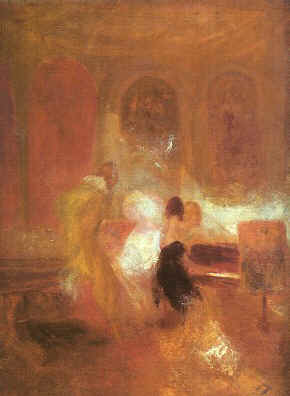
Musique à Petworth
William Turner, vers 1835, Tate Britain, Londres.

- Château de Caerhays, Cornouailles (1808)
- Jesus College (Oxford)[6]
- Royal Pavilion à Brighton (1815 - 1822)
- East Cowes Castle, île de Wight ; un tableau de William Turner Musique à Petworth, de 1835, qui a été pendant de nombreuses années associé aux intérieurs de Petworth, a été plus récemment lié à la salle Octagon du château de East Cowes. Mme John Nash, l'épouse de l'architecte, hôtesse de Turner, était une pianiste accomplie[7].
- Foley House, Haverfordwest, Pembrokeshire

## Accueil critique

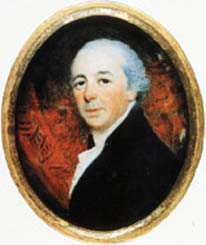
John Nash vers 1798.

De son vivant, la personnalité de John Nash, connu pour son ambition, ne fait pas l’unanimité. On lui reproche d’être un brillant homme d’affaires mais un architecte de second plan, n’ayant rien réalisé qui mériterait de lui conférer une réputation durable. Sa relation privilégiée avec le roi George IV lui vaut d’être à plusieurs reprises la cible des caricaturistes.
Plus près de nous, le Concise Dictionary of National Biography (1992) juge que « son style manque de grandeur et qu’une grande monotonie est produite par son utilisation systématique du stuc. »
Certains commentateurs contemporains critiquent un style jugé monumental, emphatique, voire prétentieux. Mais les travaux de Nash, voulus et soutenus par le prince-régent, ont une fonction politique éminente : il s’agit de donner à Londres une architecture royale et de répondre ainsi à Napoléon qui qualifiait l’Angleterre de « nation de boutiquiers ». Prenant connaissance des plans de Nash, le prince-régent se serait d’ailleurs exclamé : « It will eclipse Napoléon! ».
Quoi qu’il en soit, John Nash, par son œuvre, a marqué durablement la physionomie de la capitale britannique.

## Galerie

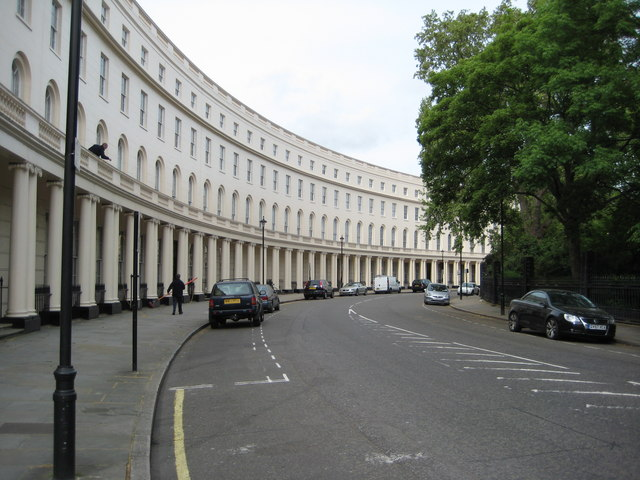
Park Crescent, Londres, 1812.
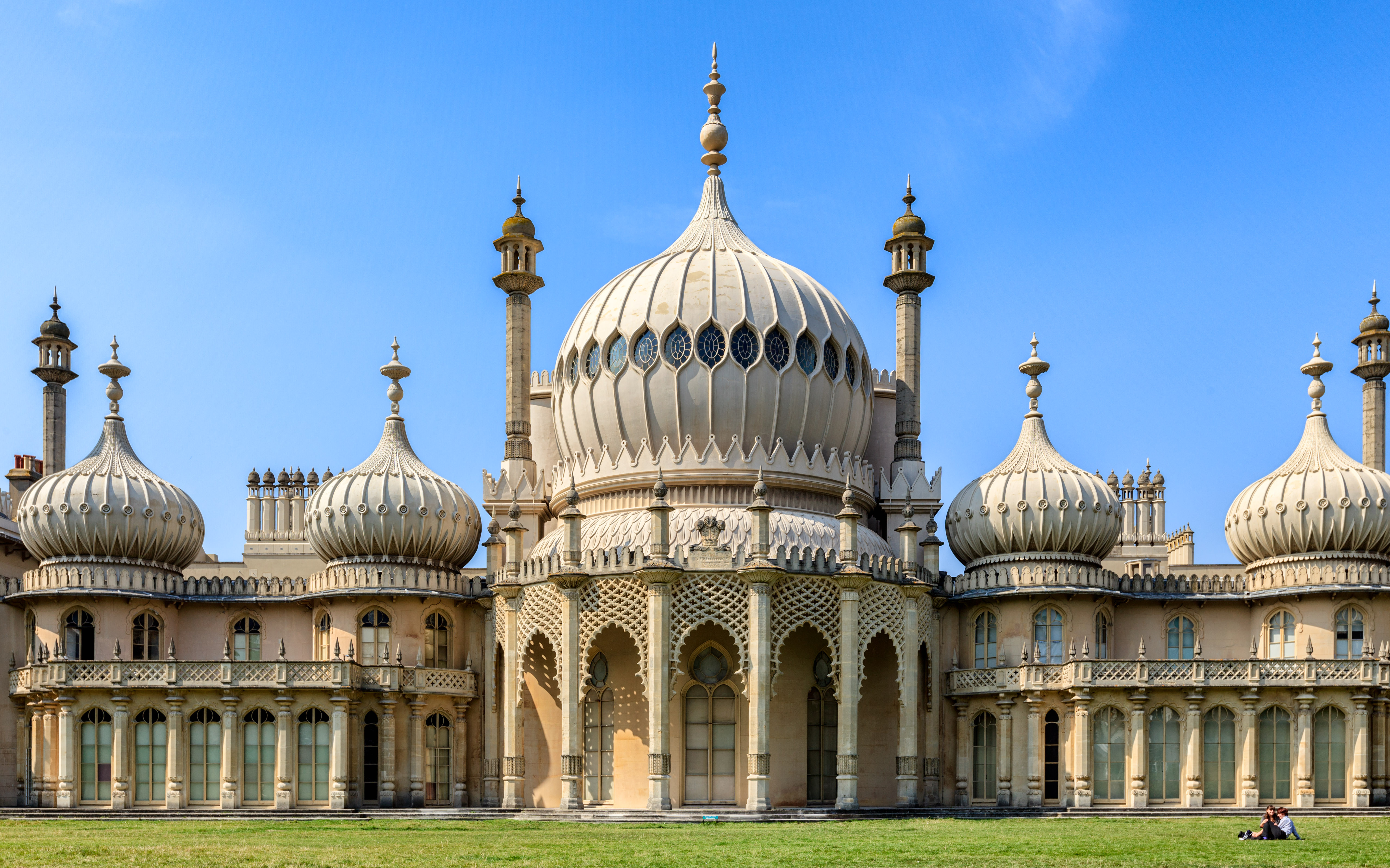
Pavillon royal, Brighton, 1815-1822.
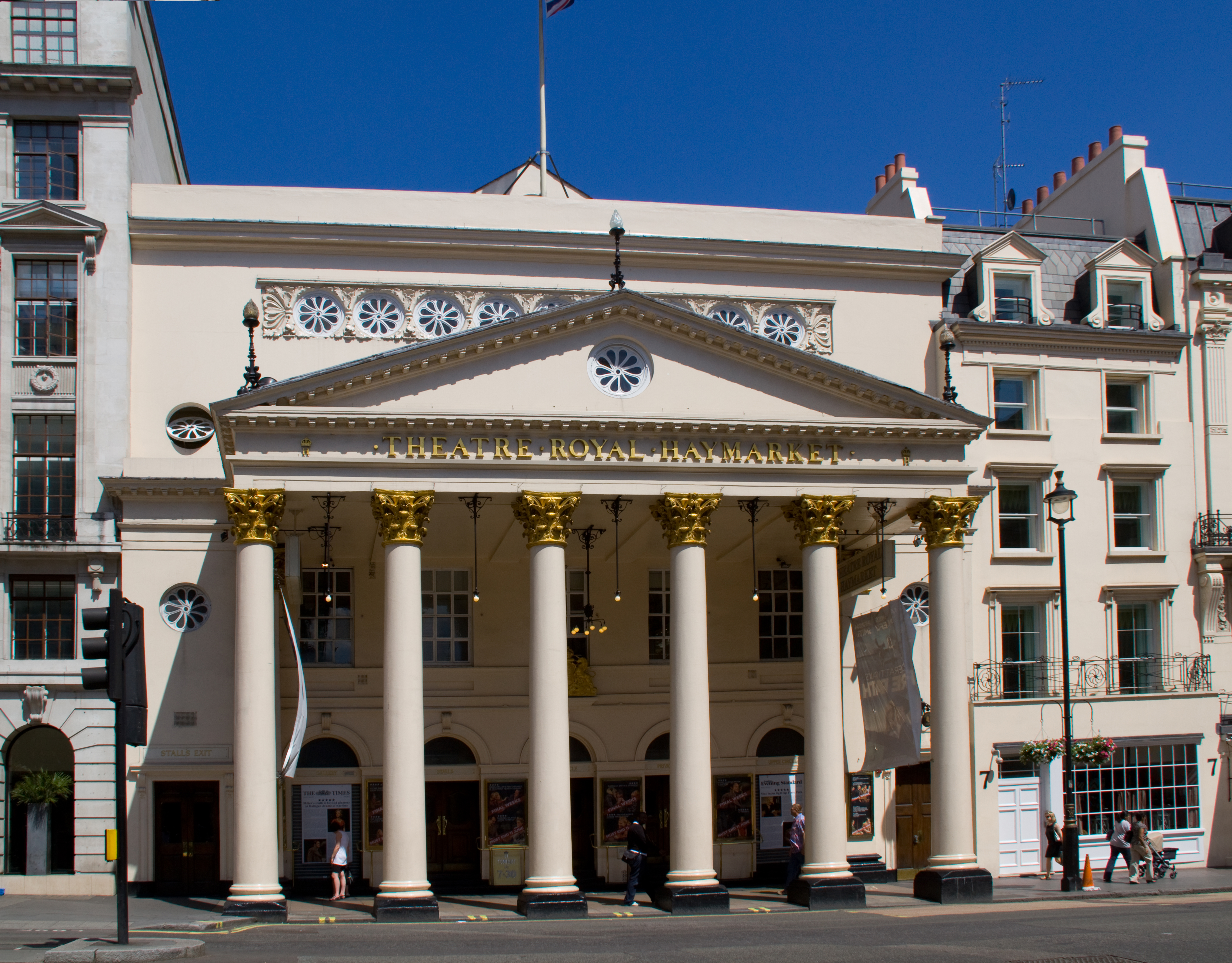
Théâtre royal Haymarket, Londres, 1821.
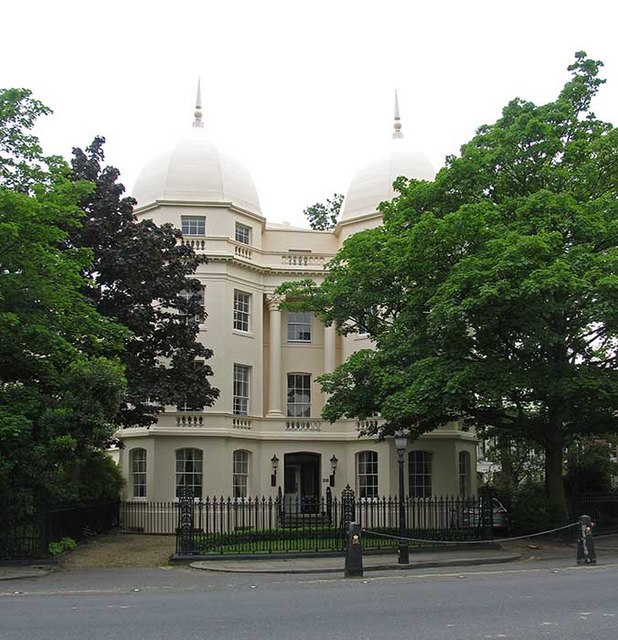
Sussex Place, Londres, 1822.
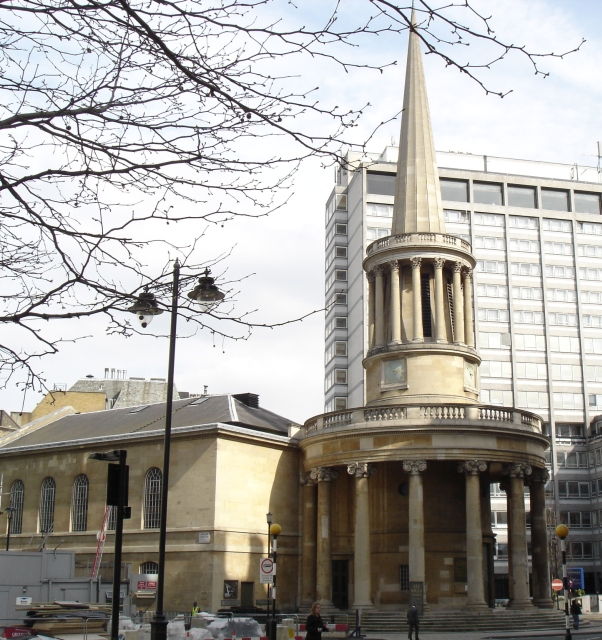
Église All Souls, Londres, 1824.
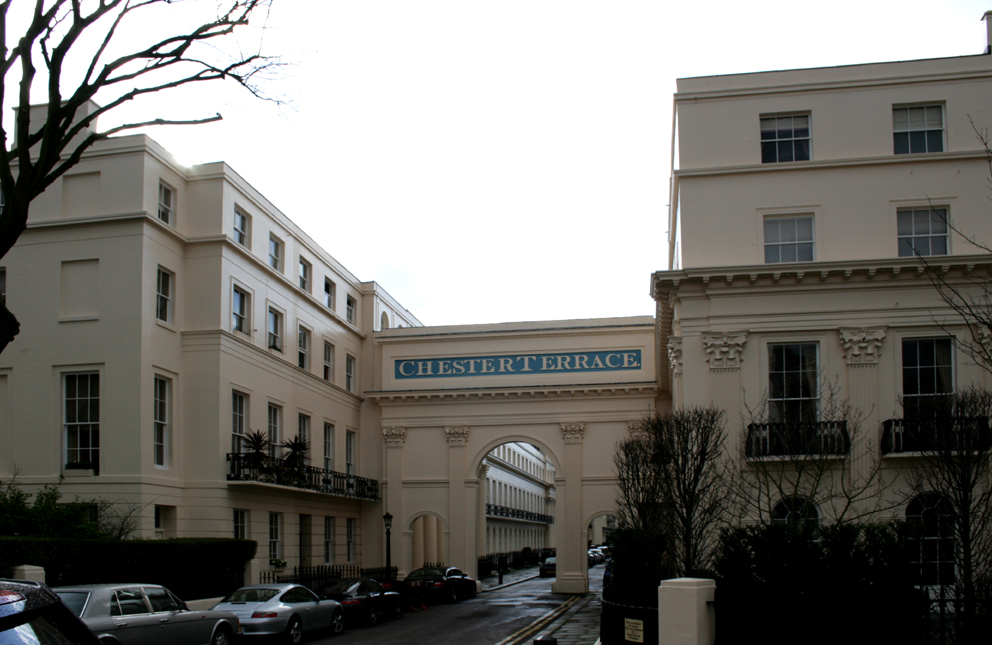
Chester Terrace, Londres, 1825.
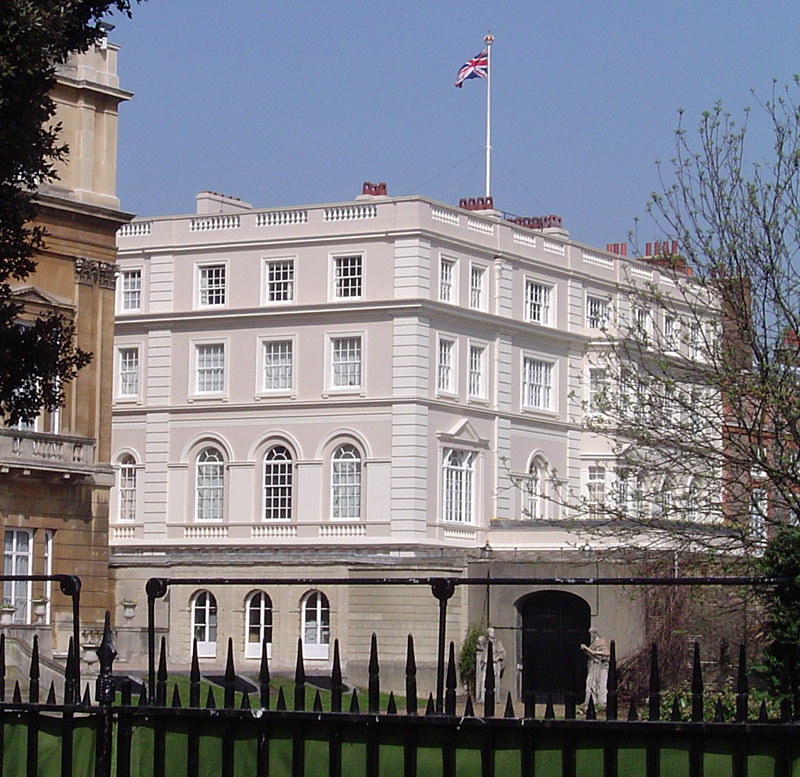
Clarence House, Londres, 1825-1827.
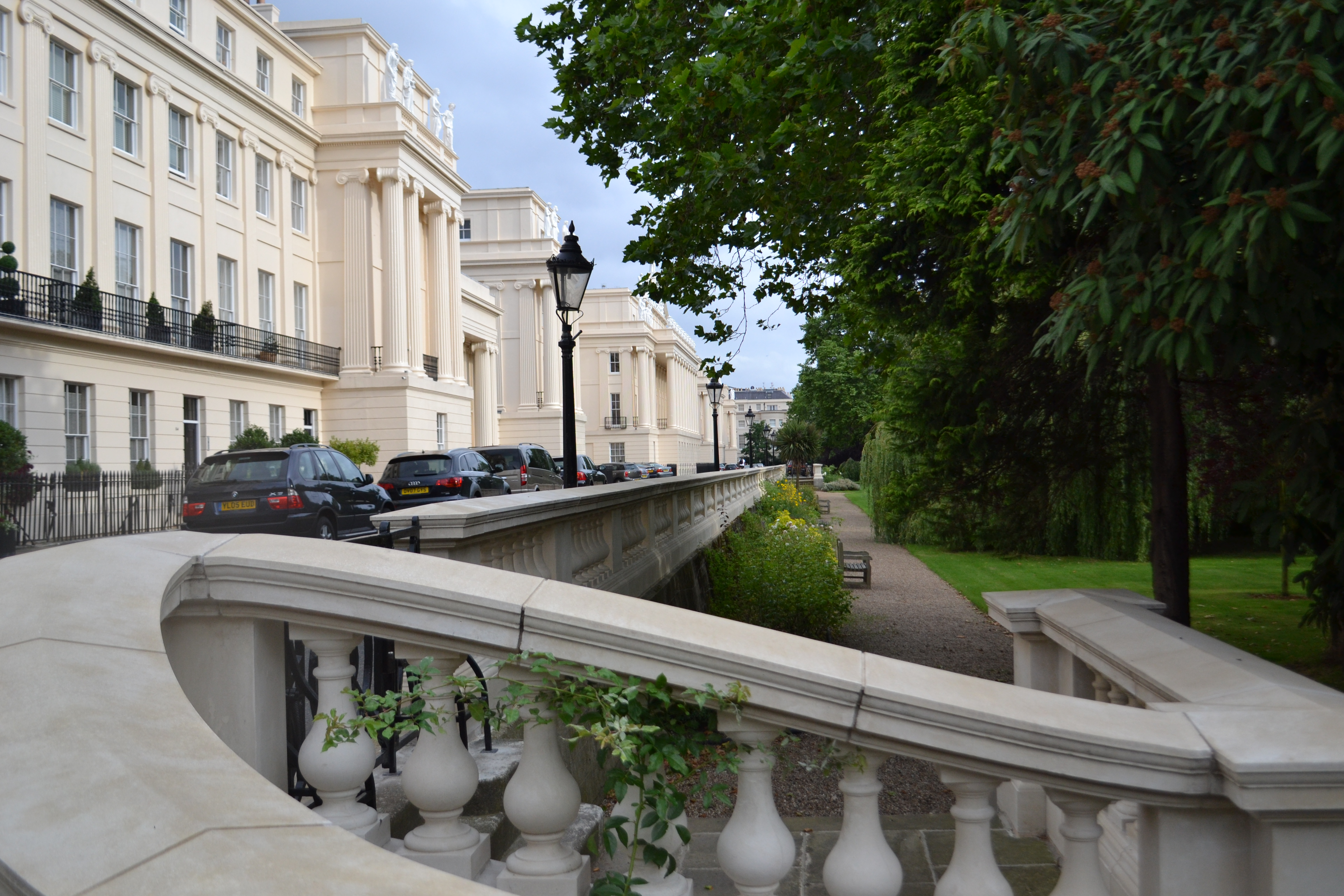
Cumberland Terrace, Londres, 1827.
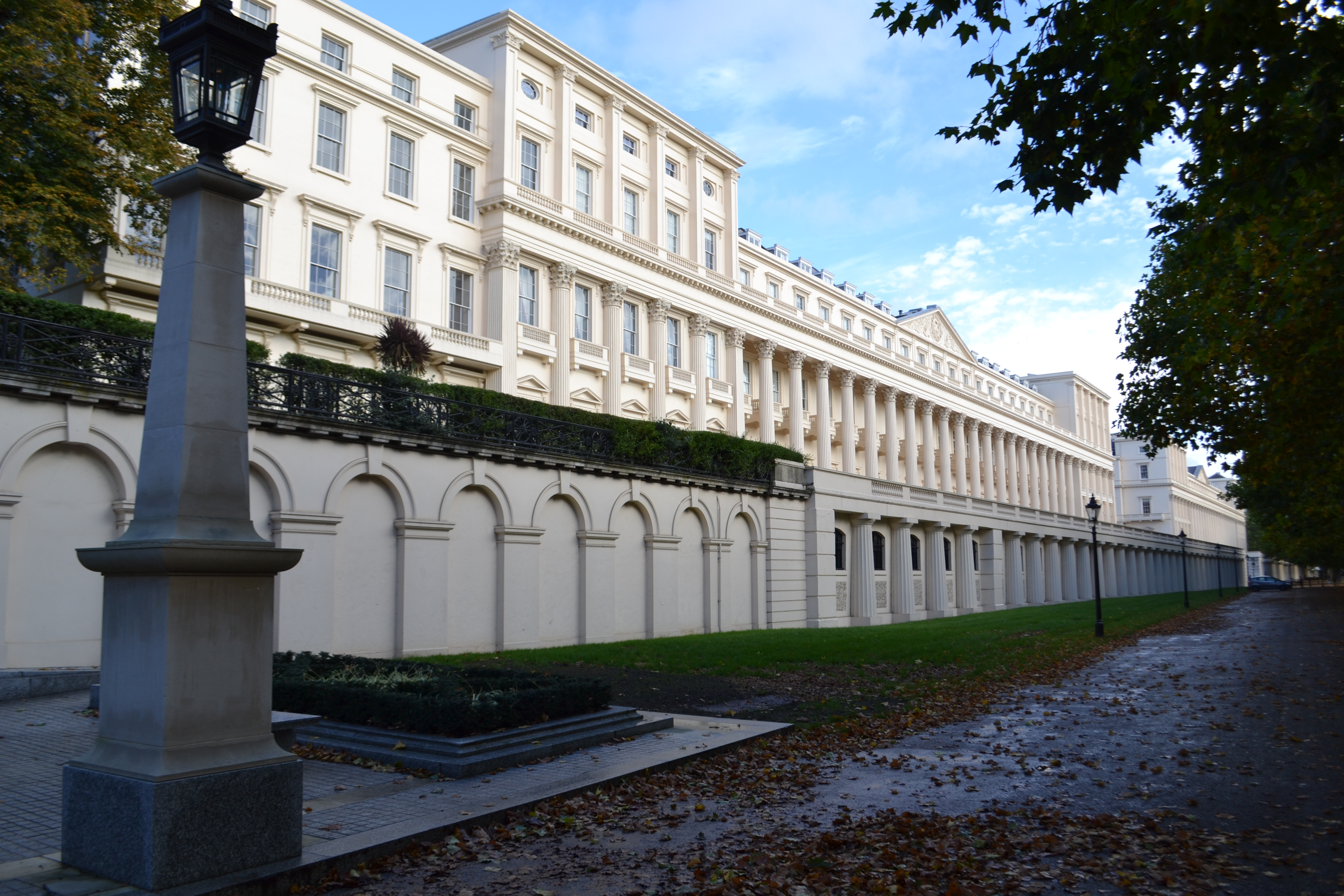
Carlton House Terrace, Londres, 1827-1833.
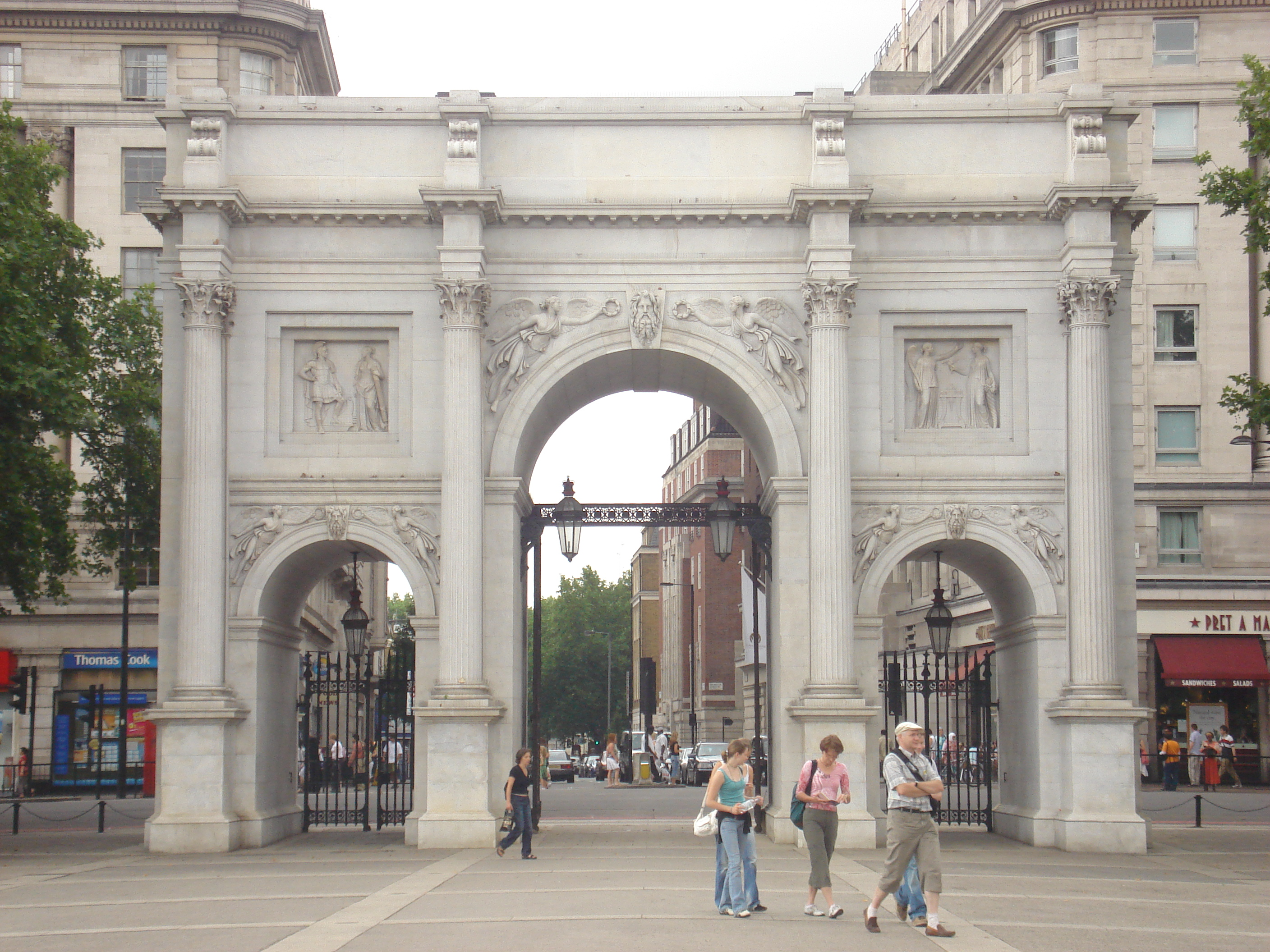
Marble Arch (vue de sa face sud), Londres, 1828.